# Gentiana nipponica
Gentiana nipponica är en gentianaväxtart som beskrevs av Carl Maximowicz. Gentiana nipponica ingår i släktet gentianor, och familjen gentianaväxter. Inga underarter finns listade i Catalogue of Life.